# Rose Hart
Rose Hart (* 9. Januar 1942; † September 2012 in Accra) war eine ghanaische Sprinterin, Hürdenläuferin, Diskuswerferin und Kugelstoßerin.
Bei den British Empire and Commonwealth Games 1962 in Perth schied sie über 100 Yards, 220 Yards und 80 m Hürden im Vorlauf aus. Mit der ghanaischen 4-mal-110-Yards-Stafette wurde sie Fünfte.
1964 erreichte sie bei den Olympischen Spielen in Tokio über 100 m das Viertelfinale und über 80 m Hürden das Halbfinale. Im Jahr darauf gewann sie bei den Afrikaspielen Gold über 80 m Hürden und Bronze über 100 m.
Bei den British Empire and Commonwealth Games 1966 in Kingston scheiterte sie über 100 Yards und 80 m Hürden in der ersten Runde. 1973 siegte sie bei den Afrikaspielen im Diskuswurf. 1974 wurde sie bei den British Commonwealth Games in Christchurch Zehnte im Diskuswurf und schied beim Kugelstoßen in der Qualifikation aus.

## Persönliche Bestzeiten
- 100 m: 11,9 s, 1964
- 80 m Hürden: 11,16 s, 19. Oktober 1964, Tokio